# Torre Turpin

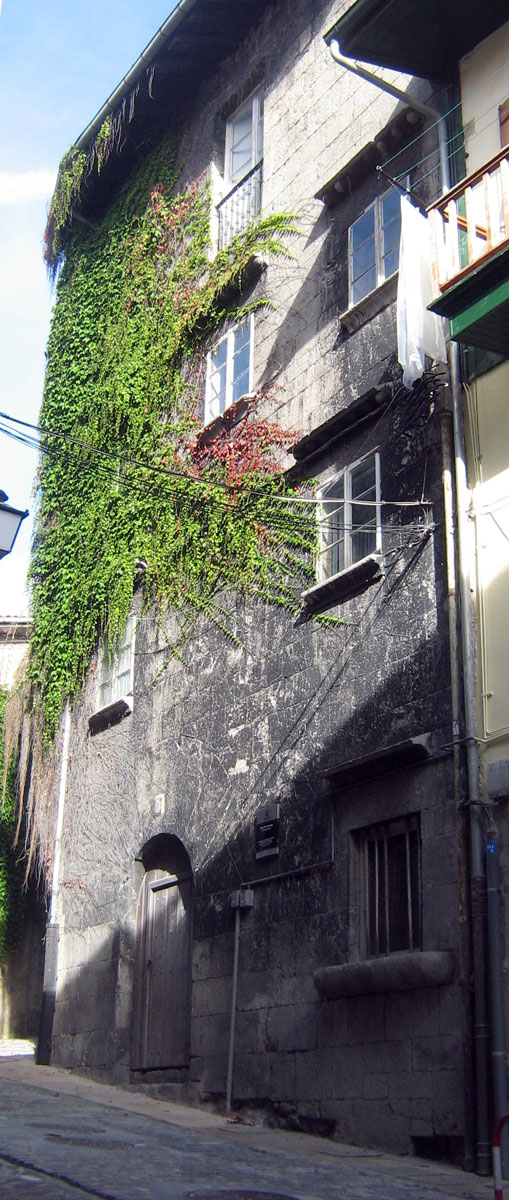
Torre Turpin, en agosto de 2008.

La torre Turpin (también conocida como torre-palacio Turpin) es una torre defensiva convertida en casa medieval situada en la localidad vizcaína de Lequeitio en el País Vasco (España).

## Historia
El edificio data de comienzos del siglo XVI. Fue elaborado con piedra labrada siguiendo el estilo arquitectónico imperante, el renacentista. Aunque en origen fue concebida para desempeñar funciones defensivas, la Torre Turpin perdió tal uso para ser convertida en un edificio residencial. Con esta función ha llegado hasta la actualidad, siendo uno de los edificios más antiguos y mejor conservados de la localidad de Lequeitio.

## Arquitectura
La fachada del edificio cuenta con seis ventanas adinteladas, todas del mismo tamaño. De su función defensiva perviven huecos con guarnición de alféizares, así como guardapolvos, destinados a la defensa del edificio en caso de que fuera necesario. Respecto al acceso al edificio, este se lleva a cabo por una puerta de gran tamaño en forma de medio punto. Ésta está adovelada en forma de abanico.